# Smartwings (obchodní značka)
Smartwings je obchodní značka české letecké společnosti Travel Service (dnes Smartwings). Společnost tuto obchodní značku v letech 2004 až 2018 používala pro pravidelné lety po Evropě a Blízkém východu. V roce 2018 se letecká společnost Travel Service přejmenovala na Smartwings, tedy i všechny své aktivity převedla pod tuto obchodní značku.
Za roku 2017 bylo pod značkou Smartwings bylo přepraveno 2,86 mil. cestujících.

## Historie

### Obchodní značka Smartwings
Společnost Travel Service a.s. byla založena v roce 1997 a svými letadly obsluhovala především charterové linky pro cestovní kanceláře. V roce 2004 založila tato společnost SmartWings jako svou obchodní značku pro pravidelnou leteckou přepravu do několika evropských letišť.
Po krachu slovenské letecké společnosti SkyEurope začal Travel Service pod značkou Smartwings provozovat pravidelnou linku do Paříže a do Říma ve frekvencích třikrát a jednou denně. Tyto linky byly v roce 2015 zrušeny a Smartwings získaly na těchto linkách codeshare s Českými aeroliniemi.
Od května a června 2018 převzala značka Smartwings 13 sezónních či pravidelných linek společnosti Travel Service Polska patřící pod skupinu Travel Service. Jednalo o linky z Varšavy do Burgasu, Dubrovníku, Tel Avivu, Varny, Heraklionu a na Rhodos. Dále z Katovic do Burgasu, Dubrovníku, Soluně, Splitu, Varny, Heraklionu a Rhodosu. Pod značkou se v roce 2018 začaly plánovat další linky mimo Česko, a to například spojení Španělsko – Izrael.

### Vytvoření společnosti Smartwings
V říjnu 2018 došlo k vytvoření koncernu SmartWings Group, pod který tak nově spadaly České aerolinie, Travel Service a jeho pobočky v Polsku, Maďarsku a na Slovensku i značka SmartWings. Pár měsíců poté, v prosinci 2018 se společnost Travel Service přejmenovala na Smartwings.

## Hodnocení
V roce 2014 se společnost SmartWings umístila jako 3. nejdražší nízkonákladová letecká společnost z celého světa na žebříčku serveru Aletenky.cz, přičemž průměrná cena letenky byla 185 eur. V hodnocení Skytrax v roce 2016 se SmartWings dostaly mezi 21 nejhorších leteckých společností světa, dostaly dvě hvězdičky z pěti.

## Flotila

### Současná

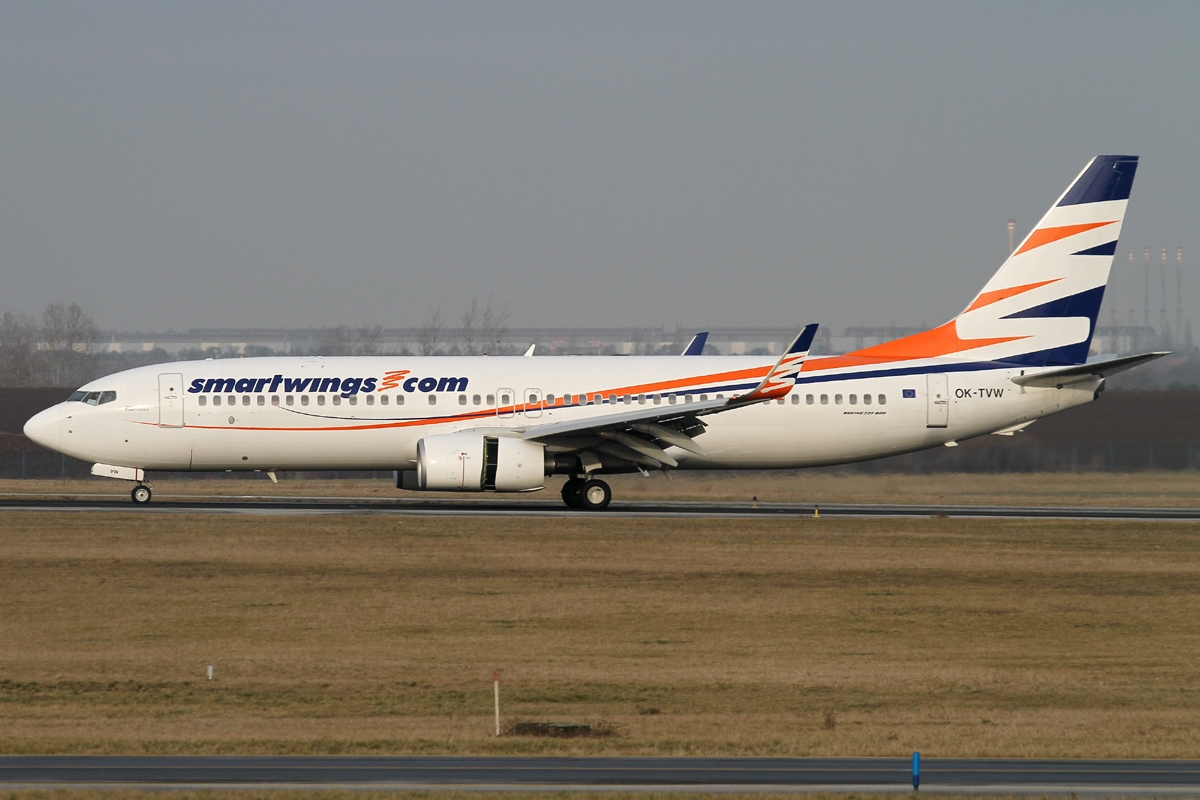
Boeing 737-800 OK-TVW SmartWings

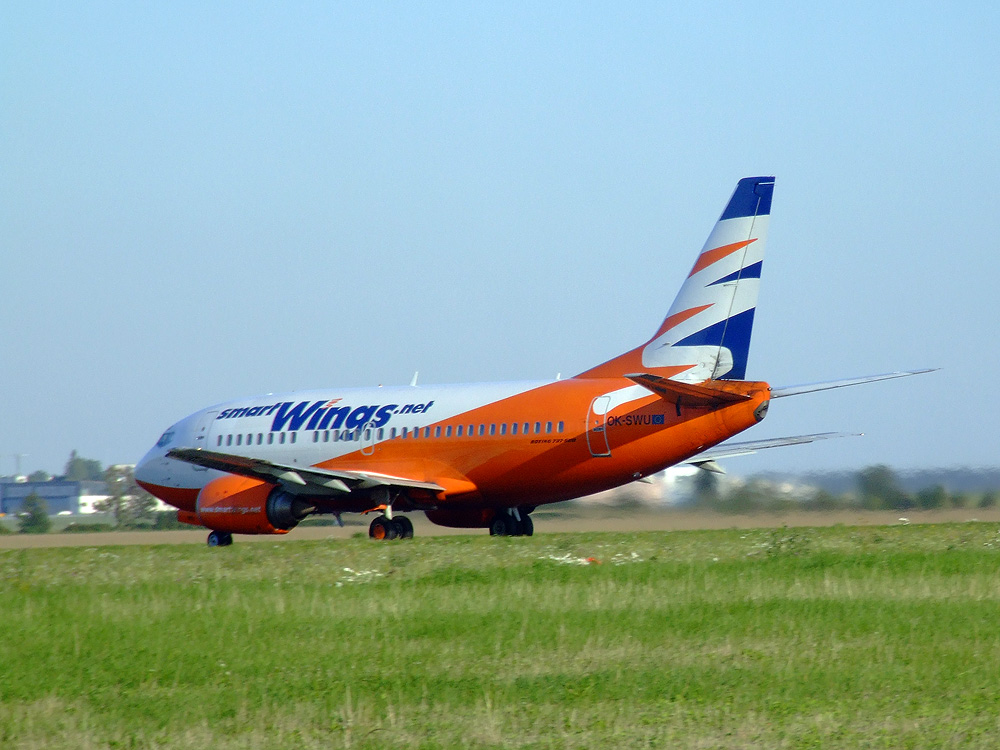
Boeing 737-500 OK-SWU SmartWings v původním zbarvení.

Flotila Travel Service, operující lety SmartWings a nosící nátěr Smartwings, čítala v červnu 2018 následující letouny průměrného stáří 11 let:
| Letadlo          | Počet | Objednávky | Cestující | Cestující | Cestující | Poznámky  |
| Letadlo          | Počet | Objednávky | C         | Y         | Celkem    | Poznámky  |
| ---------------- | ----- | ---------- | --------- | --------- | --------- | --------- |
| Boeing 737-700   | 2     | –          | –         | 148       | 148       |           |
| Boeing 737-800   | 41    | —          | –         | 189       | 189       |           |
| Boeing 737 MAX 8 | 6     | 33         |           | 189       | 189       | 2019–2021 |
| Celkem           | 49    | 33         |           |           |           |           |

## Destinace

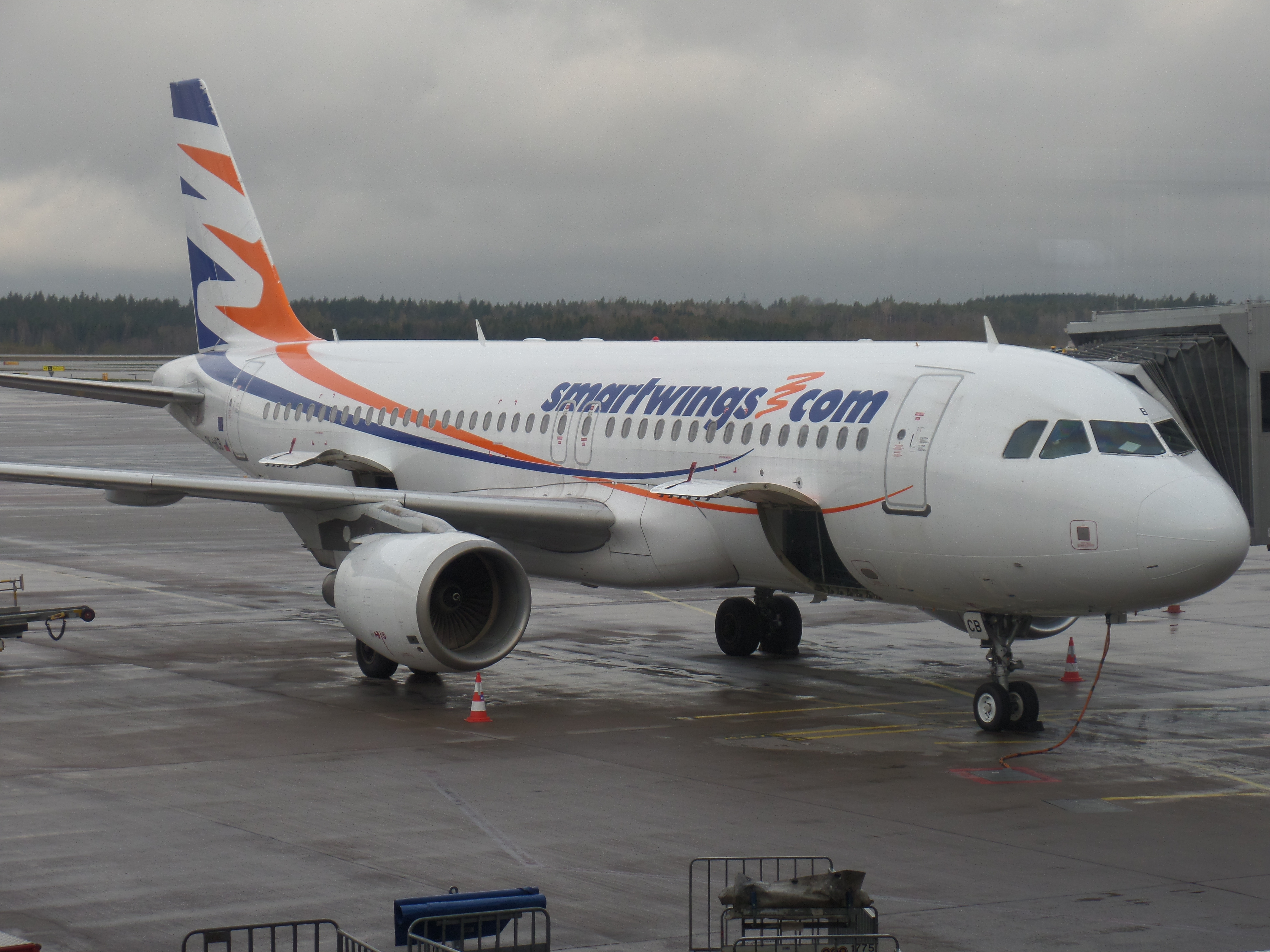
Airbus A320 SmartWings imatrikulace OK-HCB

V roce 2019 létala společnost Travel Service pod značkou SmartWings pravidelně do těchto destinací:
|  | Pravidelné      |
|  | Sezónní (letní) |

### Codeshare
SmartWings má tzv. codeshare dohodu s následujícími dopravci:
- České aerolinie[43]
- Travel Service